# Municipio de Gilby
El municipio de Gilby (en inglés: Gilby Township) es un municipio ubicado en el condado de Grand Forks en el estado estadounidense de Dakota del Norte. En el año 2010 tenía una población de 79 habitantes y una densidad poblacional de 0,85 personas por km².

## Geografía
El municipio de Gilby se encuentra ubicado en las coordenadas 48°3′51″N 97°26′57″O / 48.06417, -97.44917. Según la Oficina del Censo de los Estados Unidos, el municipio tiene una superficie total de 93.36 km², de la cual 93,36 km² corresponden a tierra firme y (0 %) 0 km² es agua.

## Demografía
Según el censo de 2010, había 79 personas residiendo en el municipio de Gilby. La densidad de población era de 0,85 hab./km². De los 79 habitantes, el municipio de Gilby estaba compuesto por el 100 % blancos. Del total de la población el 0 % eran hispanos o latinos de cualquier raza.